# Antes del baño
Antes del baño es una pintura al óleo realizada por Ramon Casas en 1894 en Barcelona y que actualmente se expone en el Museo de Montserrat de Montserrat.
La delicadeza con la que Casas representa determinadas obras de carácter intimista, habituales en su obra a partir de 1893, se pone de manifiesto especialmente en las escenas de toilette. No se trataba de un tema innovador, ya que algunos pintores franceses, como por ejemplo, Degas, habían representado este tema de manera insuperable. La visión de Casas  era menos atrevida y menos sensual que la de los otros pintores coetáneos, quizá porque el artista conocía sus limitaciones que, por razones de orden moral, imponía el mercado artístico catalán. Así pues, Casas adoptó una visión más idealizada de la realidad, intentando potenciar la belleza de las escenas más anodinas de la vida cotidiana. En este sentido, no hay duda que obras como la que nos ocupa muestran su capacidad para envolver la realidad de un halo misterioso, a partir de una atmósfera que rodea e integra todos los elementos diferentes de la escena. Así mismo, la atractiva figura de la mujer desvistiéndose adquiere una dimensión especial no solamente por el blanco intenso de su ropa sino también por la aureóla de luz que entra tamizada a través de la persiana y que envuelve el rostro y su cabello.